# ماروکپاپی
ماروکپاپی (به مجاری:  Márokpapi) یک منطقهٔ مسکونی در مجارستان است که در سابولچ-ساتمار-برگ واقع شده‌است. ماروکپاپی ۲۱٫۱۸ کیلومتر مربع مساحت و ۵۲۳ نفر جمعیت دارد.